# Odontopera postobscura
Odontopera postobscura là một loài bướm đêm trong họ Geometridae.